# Mohammed Daud Khan
Mohammed Daud Khan (Kabul, 18 luglio 1909 – Kabul, 28 aprile 1978) è stato un politico e dittatore afghano, che nel 1973 rovesciò la monarchia del suo primo cugino Mohammed Zahir Shah e divenne il primo presidente del Paese, mantenendo tale carica fino al suo assassinio nel 1978, a seguito della Rivoluzione di Saur.

## Biografia
Daud era noto per le sue idee progressiste, soprattutto in relazione ai diritti delle donne, per l'avvio di due progetti di ammodernamento di cinque anni.

### Relazioni diplomatiche con l'URSS
Il presidente Daud incontrò Leonid Il'ič Brežnev in visita di Stato a Mosca dal 12 al 15 aprile 1977. Chiese un incontro privato con il premier sovietico, per discutere con lui sul modello di intensificazione delle operazioni in Afghanistan, in particolare il tentativo sovietico di unire le due fazioni dei partiti comunisti afghani Parcham e Khalq.